# 同治陕甘回乱
同治陕甘回乱，又称同治陕甘回民事变，是1862年－1873年间在清陝西省和甘肅省的大規模回民动亂。由陕甘回民和哲合忍耶苏菲门宦起事開始，主要為回、漢和其他族群之間的相互大規模屠殺，財產轉移，回軍起事及隨後清军对拒不歸附之回軍的镇压。陕甘回乱自1862年起，陝甘總督左宗棠自1868年十月坐鎮西安開始平亂，直至1873年九月肅州戰役結束，花了五年時間平亂。:124戰亂亦波及青海、新疆、内蒙古和外蒙古。
因為屠殺、飢荒、屍體傳染疫病、逃荒等原因，甘肅戰前於1861年人口为1945.9万，1880年人口少了1455.5萬（74.5%）；陝西战前於1861年人口为1394万，1880年人口少了622萬（45%）（另一說為少了710萬，即48%）。战后，清廷将回民叛乱者强迁到西部更遠的地方，以免再生事端。

## 历史背景

### 云南回变
咸丰六年（1856年），在太平天国运动的推动下，滇西爆发了以回族為首的反清運動，回族杜文秀被推选为“总统兵马大元帅”。亦称回变，其中杜文秀攻占大理，杜文秀任大元帅，辖属18大司。亦传杜文秀本人意图在云南建立伊斯兰苏丹国。大理政权末期，杜文秀义子刘道衡（实际上只有大理城被围后刘道衡和英缅当局进贡给英帝国的名表中才有这一称呼，并未发现杜文秀本人有苏丹名号的任何直接依据），曾以苏丹亲王（刘道衡在大理城被围后曾以此名号出使英国，路上大理城即被破，杜文秀本人留下的印章和署名都是兵马大元帅，从未出现苏丹称号。）的名义赴伦敦，向英国女王献表求助，但被英帝国拒绝。期间清廷平定回变，刘道衡滞留缅甸。云南回乱（同治初年，回民人口约占云南总人口的十分之一，因此次反清政府叛乱回民参与比例较高，导致战后云南回民大量死亡失踪，直到1945年抗日战争后云南回民也不到云南总人口的1.5%）迅速波及到贵州、四川，乃至回民聚居的陕甘。云南回民头目任武在这时前往陕西鼓动宣传。

### 清廷西北田赋政策
清朝同治年间，西北的官僚对西北民众施以沉重的田赋附加。清代的田赋附加，起於康熙六十一年，当时每正赋银一两之上加徵“耗羡”二钱，以为政府办公费和官吏津贴之用。乾隆年间，加征 “平餘”，巧立名目，摊派重叠。到了嘉庆道光年间，正赋一两之上，“正耗”、“平餘”加至一两五六钱之多，换言之，实收的田赋增加到了正规田赋的160%。陕西田亩，除了民田之外，还有元明时期留下来的“屯卫田”、“更名田”，都是官产，农民种官田者，必须缴纳 “本色”、“样粮”、“土粮”、“余粮”等，仓吏收租时，巧立名目，把十多个项目摊入租赋之中。在同治年间以前，以永丰、敬录两仓道来说，每年政府收入的徵粮不过十八万石，而官吏对纳粮百姓的强征量就有二十几万之多。贫苦农民，无论回汉，已经无法生存，还要忍受附加之外的傜役。西北地区，清代一直战事不断，自从统治者发动新疆、西藏、金川、镇压白莲教等战役以来，兵差特别繁重，例如乾隆二十年，为供应索伦锡伯军队过境，陕甘八个州府供应的军需物资，派遣了一万一千九百头马骡。鸦片战争以后，清政府对外割地赔款，对内需要筹措大量军费镇压各地农民起事，因而对农民的苛捐杂税更为加重。陕西地区，在回民暴动之前就爆发过两次农民运动。第一次是咸丰六年（1856年），渭南县渭河以北的农民，反抗盐课摊派而“交卸农具”，它是类似工人罢工的消极反抗办法，后来很快就被官府瓦解；第二次是在咸丰十一年（1861年），临潼县李桥人杨生华号召村民起事，渭河以北几个大镇都参加了，与官兵相持数月后失败，杨生华全家被杀。鸦片战争之后，清廷割地赔款，财政负担加重，开始加剧了赋税和徭役。自太平天国蹂躏江南以来，清廷丧失了最大的财政来源，财政压力就被转移到了北方。随着咸丰末第二次鸦片战争爆发，直隶遭受威胁，河南山东捻军的爆发以及云南贵州等地回民战争的加重，其财赋之压力更转移到了西北及山西等地。陕西是西北比较富庶的地区，被视为饷源所在，成为清政府以镇压太平天国的人力、物力和财力的主要基地之一。《清实录》记载：“此时京饷及各军饷粮，均赖山、陕西省接济。”湖北巡抚严树森说：“陕西为财赋之邦，西、同、凤三府又为精华荟萃，近年用兵各省，皆借陕西协饷聊以支持，即京饷巨款亦多取盈于此。”

### 陕西防务空虚
時值南方和中原发生太平天国和捻军叛亂，陕西清军大部奉调南下，陕西清军兵力所剩無幾，后期陕西回乱十八元帅之一的白彦虎就曾被征召参与镇压太平天国等叛乱。

### 回民暴动
当时前江西巡撫张芾因母亲去世，丁忧在西安老家，咸豐十一年（1861年）太平軍與捻軍進逼陝西，清廷就地起用張芾協辦團練抵禦。回民暴动初期，因太平军和捻军已经进入陕西，張芾在當地素有聲望，遂自告奋勇，親身调解回汉冲突。他点名要回民头目任武出面，任自當時發生回變的雲南來，率领回众绑架张芾，并声称在张的坐轿发现“秦不留回”的传单，将张芾杀死，又为消除回民疑惧，杀死自己的妻儿。新老教派的教宦门阀也趁机纷纷暴动。

## 起义过程

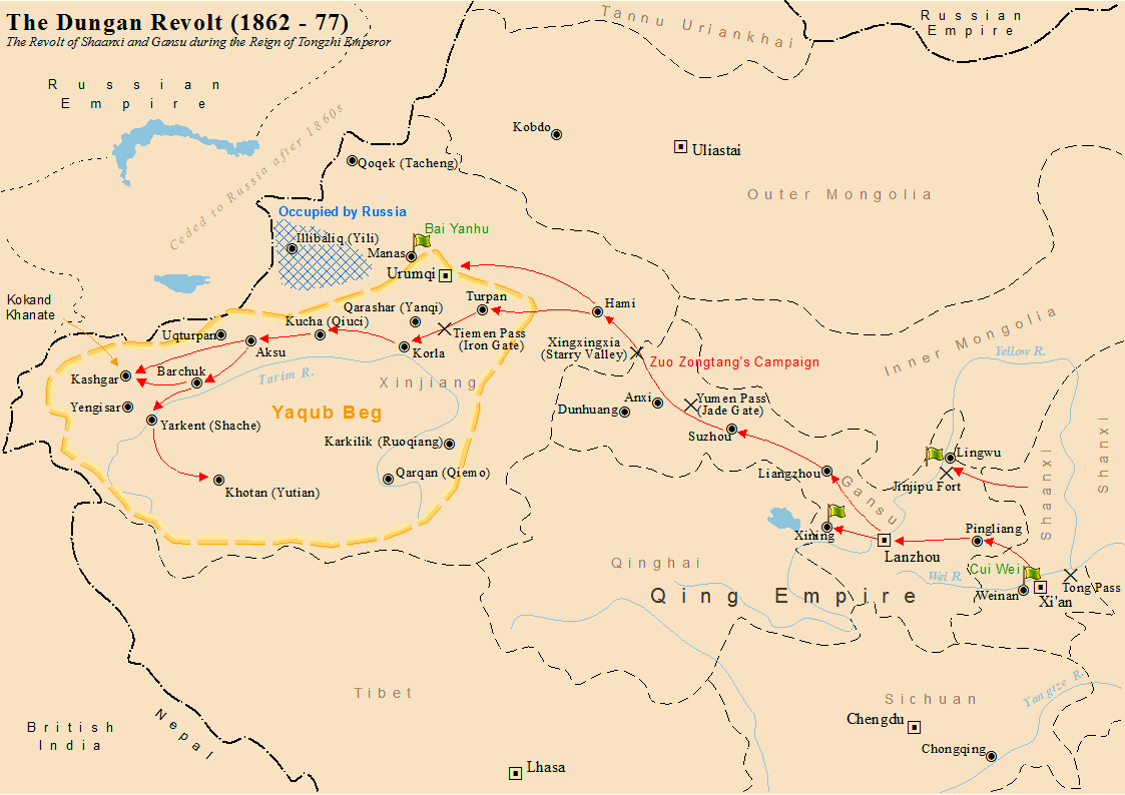
同治陕甘回乱

### 圣山砍竹事件
圣山砍竹是发生在回變前夕的一次回汉械斗。“四月髮賊从大峪出，渭邑（渭南）赵权中曾募回勇五百防刘峪口（在华县南），至是溃逃沿途滋事，经圣山村砍竹，瓜坡斗殴，回勇赴州控诉，濮公（华州知州濮尧）询其理屈，堂谕：‘向后回伤汉民一以十抵，汉伤回民十以一抵。’快头秦英回民也，忿忿下堂谋变益亟。”

### 渭河滩肢解张芾事件
咸豐十一年（1861年），陕西籍汉族官员、工部侍郎张芾回陕西办团练。同治元年(1862)三四月间，陕西巡抚郑瑛棨以张“有乡望”，请其出面劝谕，张芾答应了下来，于同治元年(1862)五月初六(6月2日)带着临潼知县缪树本、绅士蒋若讷、回绅马百龄等到陕西临潼县油坊街，召集回民劝谕、安抚。张芾为了表示自己的诚意，遂命令冯元佐的团练全部撤走。在无团勇的保护下，张芾一行人经新丰、零口，再渡渭河，最后下榻在临潼油坊街的一家馆舍里。五月初七晚，张芾同回民谈判希望回民交出煽动叛乱的回民任武，谈判失败。此时任武见张芾没有清军保护，集合了数千名回众，包围了油坊街，把张芾及其随员掳到了仓头镇，回绅马伯龄亦被囚禁。任武遂将张及知县等人绑至仓头镇，并于五月十三日(6月9日)将众人其肢解在渭河滩。亦有说法，张芾被杀原因是拿来祭旗。
张芾曾任工部侍郎、刑部侍郎、江西巡抚，镇压太平军素有经验，位列一品大员，在陕西、甘肃素有贤名，被肢解的消息给予陕西、甘肃汉族官僚极大震动。陕西巡抚郑瑛棨接到张芾等人被杀的消息后，以回民“攻城戕官，劫日官绅”的叛逆行为向朝廷请兵入陕镇压。

### 亂事擴大
1862年五月張芾被回民殺害後，回民武装发展迅猛，于1862年6月底围攻陕西省城西安。同年回民馬占鰲、馬桂源、馬文祿等各自在甘肅（省境包括今寧夏、西寧市）境內起兵，哲合忍耶派教主馬化龍也在金積堡（在今寧夏吴忠市境內）起兵。1862年五月，清廷命令多隆阿督辦陝西軍務，可是多隆阿的部隊在途中被太平軍所阻，清廷於是另派勝保帶兵入陝。勝保被回軍擊敗，卻謊報戰勝，清廷只好再命多隆阿進兵陝西。多隆阿於十一月抵達潼關後，勝保就被清廷解職及逮捕回北京審訊，由多隆阿負責在陝西與回軍作戰。相傳多隆阿作戰勇猛，擅長使用大炮，以致叛軍中兒童傳唱“多家娃子，炮子（炮彈）碗大”之歌謠。1863年二月，多隆阿攻佔回軍在同州的兩個重要據點羗白鎮和王閣村，九月攻佔蘇家溝和渭城灣，殺死敵軍一萬七、八千人。渭城之戰係清軍在關中地區規模最大的攻堅戰之一。渭城城破後，清軍將城中叛軍包括隨軍老幼婦孺全部趕入渭河淹死。至此陝西回軍被迫向甘肅撤退:99-100。多隆阿又攻擊當地「順天軍」藍大順部，1864年4月1日，多隆阿收復盩厔，进城时遭流弹击中，延至5月18日伤重不治。
1863年正月，回軍攻陷固原城，「城内官民男妇共死者二十余万人」。1863年八月，回軍攻陷平涼府城，「官員死節者百餘，士民死者數十萬」。1863年十月，回軍在寧夏府城屠城，「“漢民”十餘萬被屠殆盡」。同月馬化龍的回軍進攻靈州城，有城內回民作內應而攻陷靈州城，「屠戮二萬餘人」。同年巩昌府「城內回民二千餘人，俱為漢民殺盡」。1864年二月，回軍攻陷渭源縣城，「屠毒生靈以數萬計，滿城官員皆死之」。

### 膠着
多隆阿死後，清廷任命楊岳斌為陝甘總督接手鎮壓回軍。陝甘地區此時除了戰亂更有旱災，境外接濟又不足，當地清軍糧餉短缺，多次發生嘩變，楊岳斌無法解決問題，遂於1866年請辭，清廷改派左宗棠接任陝甘總督:103-104。
1866年，回軍攻陷靖遠縣城，「『漢人』死者男婦約十萬」。1867年四月，回軍攻陷合水縣城，「人民杀毙饿死者十有六七」。

### 回軍敗亡
左宗棠接任陝甘總督後，認為「進兵陝西，必先清關外之賊；進兵甘肅，必先清陝西之賊；駐兵蘭州，必先清各路之賊」。左宗棠首先进攻捻军，1868年西捻軍被平定後，左宗棠回到陝西進攻回軍。有鑒於前任楊岳斌因糧餉不足而一籌莫展，左宗棠計劃推行屯田，以及從外地買糧運入陝甘。左宗棠的軍隊大量配備西式槍炮，是後來成功消滅各地回軍的重要原因。左宗棠派劉松山進攻陝北，1868年十二月，劉松山軍擊敗以陝北為根據地的漢人武裝董福祥軍，董福祥遂率領部眾逾十萬人归降，劉松山擇其精銳編成清軍三營加強兵力:108-109。

#### 陝西
陕西回民武裝在甘肃东部成立了“十八大营”，反击陕西。1866年回军退守甘肃。陝西回軍馬正和、白彥虎等部以董志原（今甘肅宁县）作為主要根據地，總兵力約二十萬人:107。1869年二月，左軍攻佔董志原，收復慶陽，是役回軍損失超過二萬人，至五月已肅清陝西境內的回軍。陝西回軍向甘肅北路回軍马化龙部的根據地金积堡撤退:109-110。
回民之中有间谍帮政府抗打其他回民。当大荔城被回军围困时，有一家回人听说城内回民要造反了，就向知府告密。知府知悉，命团练把城内回民屠尽，只留了告密者一家。
地方团练也在同州、咸阳、耀州、富平、大荔、高陵的城内杀死全部的回民，回民房屋烧毁无存，再到同州府、西安府等地的每一个回村对回民进行报复性灭族屠杀。
在艰苦得打赢后，清军在渭南市屠杀回民2万多人，清军在西安附近屠杀了数万回民。

#### 寧夏
左宗棠派刘松山從陝北向金積堡進軍，追擊陝西回軍，另派雷正綰等從董志原等地向固原進軍作為支援。
马化龙在同治四年年底（1866年）向清朝請降，马化龙被赏加提督衔，为了显示对清廷的归顺，改名为马朝清，其子马耀邦赏戴花翎。马化龙仍然保留武裝，繼續經營以金積堡為中心的地盤，並援助其他回軍，清朝实际上失去对宁夏平原南部的控制权。左宗棠認定馬化龍不是真心歸順朝廷，馬化龍也知道左軍不懷好意，亦增購軍火彈藥和加強防禦工事備戰。1869年八月，劉松山進攻靈州一帶的回軍。馬化龍此時面對清軍逼近金積堡，代陝回求和不成，又重新反叛。
1869年九月，馬化龍的回軍在靈州再次屠殺漢民十餘萬人，而漢民的財產及婦女被回軍據為己有，州府衙门、汉族祠堂、书院、佛寺、道观全部被毁。同月劉松山攻佔靈州。劉松山繼續向金積堡進攻，遇到抵抗清軍的回民堡寨時，經常在攻破後即不分軍民全部屠殺:111-112。
1870年1月6日（同治八年十二月五日）馬化龍乞降。1870年2月14日（同治九年正月十五日）劉松山不聽董福祥的勸告，親自前往馬化龍營中受降，被回民暗槍打死。其侄劉錦棠繼續統領湘軍。:112。回軍乘機反攻，再進入陝西境內。
清廷命令李鴻章協辦陝甘軍務，增派淮軍二萬多人入陝西。左宗棠起用劉松山的姪兒劉錦棠接掌劉軍，以董福祥为先锋，繼續進攻金積堡。1870年三月，陝西境內的回軍又被肅清:112-113。
1870年五月發生天津教案，李鴻章被召至天津善後，及後更出任直隸總督，淮軍也從陝西撤走，鎮壓回軍之事由左宗棠繼續:113-114。在清軍的封鎖下，金積堡糧食短缺，遂放出平民向清軍投降以減少糧食消耗。1870年十一月，堅守金積堡多時的马化龙糧盡援絕，向清軍投降。馬化龍投降時承諾交出全部軍械。
同治十年（1871年）正月十三日，左宗棠以在金積堡內掘出馬化龍私藏的大批洋槍。清军其后从堡内搜出匿藏一千二百余支俄制枪械和私藏有僭越旗帜，處死馬化龍，並杀死他的親屬及部眾約二千人，其他投降回民則被分開押往不同地點安置:116。

##### 人口伤亡争议
按照马长寿根据关中地区的口述调查写成的《同治年间陕西回民起义调查记录》认为，1869年，清军北路刘部首先把灵州金积堡周围全部的回民屠杀干净，屠杀全部500多座回民村的回民，杀死了超过五十万回族人。 然而马长寿并未在宁夏调查，且1869年清军和马化龙部尚且处于胶着状态，因此书中关于宁夏的信息颇受质疑。

#### 河州
1871年左宗棠进驻甘肃。陝西回軍殘部從金積堡逃到河州，後來再逃到西寧。1872年四月河州回军头目马占鳌投降，被左宗棠编入清军:117-118。

#### 西寧
左宗棠下一目標是盤據西寧的馬桂源、馬本源兄弟。1872年十月，清軍收復西寧城:119-120。1873年二月，馬桂源、馬本源被俘，後被處死。以白彥虎为首的殘餘回军被迫退出青海。白彦虎逃到新疆投靠阿古柏，后来又逃至沙俄并最后死于俄国。

#### 肅州
1873年九月，甘肅西北部肅州回軍首領馬文祿在堅守肅州城兩年後也接近糧盡，向左宗棠投降。肅州城曾經有三萬餘人，經歷回軍殺害精壯、擄掠婦女後，和逃走，到清軍收復時只剩下老弱者一千多人:121。左宗棠在同月處死馬文祿，清軍並杀死投降的回軍一千多人及城內除老弱婦女外的殘餘回民數千人:123-124，同治陕甘回乱就此告终。

## 清廷的善后措施
清政府在严厉镇压回民暴动的同时也对放弃武装的回民进行一定安抚绥靖处理，其目的是为了维持陝甘地區穩定，防范回民再次暴乱。其善后措施主要有：
左宗棠安置投降回民時，把他們與漢民分隔安置，避免回漢雜居，並且分散安置。清政府限制被遷移的回民不得遷回原居地，回民如需遠行，需要向官府申請「路票」，限期返回。
马化龙降而复叛，终为左宗棠所杀。马占鳌因为在“新路坡”战斗中打死了左宗棠悍将傅先宗、徐文秀，并使进驻新路坡的四十营湘军全部溃散，一战成名。战胜后的馬占鰲派自己的儿子马七五等十名战将的儿子——“十少爷”，赴定西左宗棠中军大营请降。接下来，马占鳌、馬海晏等十二名首领亲赴兰州，夜宿在锈河沿清真寺。在去见左宗棠时，马占鳌还专门身带铁锁，以示负荆。而左宗棠不但去了他的夹锁，还与他彻夜长谈，夸他“明大义，懂军事”，为马占鳌网开了一面，没有像其它地方一样进行严厉的善后。

## 主要影响
这场战乱极大地改变了陕甘两省的人口數量，民族分布。据《中国人口史》统计，戰爭前的咸丰十一年（1861年），甘肃（此时的甘肃包括今宁夏回族自治区和青海省西宁市海东地区）全省人口总数约为1900万人，战后的光绪六年（1880年）人口仅存495.5万人，人口损失约1400万人，损失比例为74.5%。陕西人口在咸丰十一年（1861年）有1394万，从同治元年（1862年）到光绪五年（1879年）的17年间锐减至772余万，人口损失总数高达622万，大约占战前人口总数的44.6%。17年中，因战争原因造成的人口损失约有520.8万，在全部损失人口中所占的比例高达83.7%，而灾荒期间损失的人口不过101.2余万，占全部损失人口的比例仅有16.3%。一部分回民随白彦虎逃至俄国，演变为今天的东干族。

## 外部連結
- 李恩涵.  (PDF). 近代史研究所集刊. 1978-06-01, (7)  [2013-04-27]. （原始内容存档 (PDF)于2013-10-29）.
- 杜君立——鲜为人知的陕西同治大屠杀 （页面存档备份，存于）
- 路伟东——羊头会、乡绅、讼师与官吏：同治以前关中地区的回、汉冲突与协调机制 （页面存档备份，存于）
- 金石：惨烈的清末陕甘回汉之乱
- 张爱梅  同治九年陕甘回民起义军攻陷乌里雅苏台城札记 （页面存档备份，存于）